# Oliver Kaczmarek

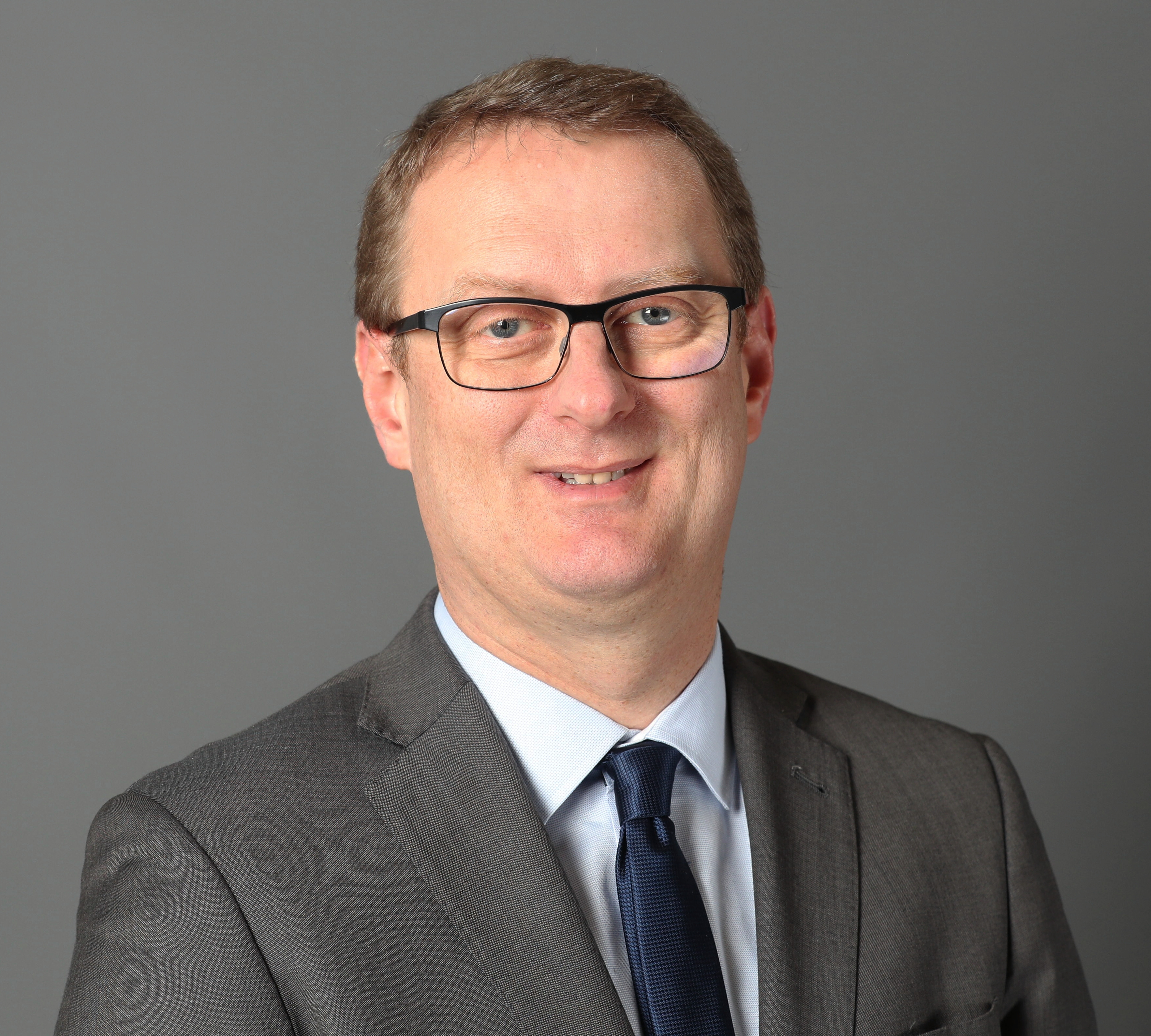
Oliver Kaczmarek (2020)

Oliver Kaczmarek ([ˌkat͡sˈmaʁɛk]; * 8. August 1970 in Kamen) ist ein deutscher Politiker (SPD) und Sozialwissenschaftler. Seit 2009 ist er direkt gewählter Bundestagsabgeordneter für den Wahlkreis Unna I.

## Ausbildung und Beruf
Aufgewachsen ist Oliver Kaczmarek als Sohn einer Bergmannsfamilie in Kamen. Im Jahr 1990 machte er Abitur an der Carlo-Schmid-Gesamtschule in Kamen. Anschließend leistete er seinen Zivildienst in der stationären Altenpflege der Arbeiterwohlfahrt (AWO). Er studierte Geschichte und Sozialwissenschaften auf Lehramt an der Ruhr-Universität Bochum und absolvierte das 1. Staatsexamen für die Sekundarstufen I und II. Seine erste berufliche Station führte Oliver Kaczmarek zur Revierarbeitsgemeinschaft für kulturelle Bergmannsbetreuung e. V. (Revag e. V.). Anschließend arbeitete er als Jugendbildungsreferent der Jusos Nordrhein-Westfalen und leitete das Landesbüro. Bis zu seinem Einzug in den Deutschen Bundestag hat er dann als Referent im Schulministerium Nordrhein-Westfalen gearbeitet.

## Politische Stationen
Bereits als Schülervertreter hat sich Oliver Kaczmarek politisch engagiert. Im Jahr 1988 ist er in die SPD eingetreten. In den Jahren 1990 und 1999 war er Vorsitzender der Juso-Arbeitsgemeinschaft in Kamen-Mitte und stellvertretender Juso-Bezirksvorsitzender Westliches-Westfalen.
Seit dem Jahr 1990 ist er Mitglied im Ortsvereinsvorstand der SPD Kamen-Mitte und seit 2006 Mitglied im Landesvorstand der SPD-Nordrhein-Westfalen. Von 2005 bis 2022 war er Vorsitzender des SPD-Unterbezirks Kreis Unna.
Bei der Bundestagswahl 2009 trat er im Wahlkreis Unna I an und holte mit 42,6 Prozent der Erststimmen das Direktmandat. Damit ist er seit Oktober 2009 Mitglied des Deutschen Bundestages. Bei der Bundestagswahl 2013 konnte Oliver Kaczmarek mit 46,7 Prozent das Direktmandat verteidigen. Im Jahr 2017 verteidigte er sein Direktmandat erneut mit einem Ergebnis von 38,8 Prozent. Bei der Wahl im September 2021 erhielt er 40,8 Prozent der Erststimmen.
Der Bundesparteitag der SPD wählte Kaczmarek am 8. Dezember 2017 als Beisitzer in den SPD-Parteivorstand. Im Dezember 2023 wurde er erneut in dieses Amt gewählt.

## Schwerpunkte als Mitglied des Deutschen Bundestages
Im Deutschen Bundestag ist Oliver Kaczmarek Sprecher für Bildung und Forschung für die SPD-Bundestagsfraktion und Obmann im Ausschuss für Bildung, Forschung und Technikfolgenabschätzung. Zusätzlich ist er stellvertretendes Mitglied im Ausschuss für Arbeit und Soziales und im Petitionsausschuss sowie Mitglied im SPD-Fraktionsvorstand und im Vorstand der Landesgruppe der SPD-Bundestagsabgeordneten aus Nordrhein-Westfalen.
Im Ausschuss für Bildung, Forschung und Technikfolgenabschätzung ist er für die SPD-Fraktion unter anderem zuständig für die Themen: Haushalt, Bund-Länder-Zusammenarbeit, Bildungsrat, Bildungsberichterstattung, BAföG, Exzellenzstrategie und die studentische Infrastruktur.